# San Jerónimo (stacja kolejowa)
San Jerónimo (hiszp. Estación de San Jerónimo) – stacja kolejowa w Sewilli, w prowincji Sewilla, we wspólnocie autonomicznej Andaluzja, w Hiszpanii.
Jest obsługiwana przez pociągi linii C-2 i C-5 Cercanías Sevilla Renfe.

## Położenie stacji
Znajduje się na linii kolejowej Sewilla – Huelva, na wysokości 10 m n.p.m., pomiędzy stacjami Camas i Sevilla Santa Justa.

## Opis
Stacja została otwarta w dniu 20 lutego 2012 w ramach linii C-2 Cercanías Sevilla. Wraz z tą stacją otwarto inne, Estadio Olímpico i Cartuja. Całość prac polegających na budowie 3 nowych stacji kosztowało 52,4 mln €.

## Linie kolejowe
- Sewilla – Huelva